# Dianthus darvazicus
Dianthus darvazicus är en nejlikväxtart som beskrevs av Igor Alexandrovich Linczevski. Dianthus darvazicus ingår i släktet nejlikor, och familjen nejlikväxter. Inga underarter finns listade i Catalogue of Life.